# Frédéric Dard
Frédéric Charles Antoine Dard (29 de juny de 1921, Bourgoin-Jallieu, Isèra, França - 6 de juny de 2000, Bonnefontaine, Friburg, Suïssa) és un escriptor cèlebre per les aventures del comissari San-Antonio i el seu ajudant Bérurier. La sèrie compta amb cent setanta-cinc llibres des del 1949. Paral·lelament als San-Antonio (un dels èxits més grans de l'edició francesa de postguerra), Frédéric Dard ha produït sota el seu propi nom o sota pseudònims novel·la negra, obres de suspens psicològic i guions i diàlegs per a pel·lícules. Segons la seva última voluntat, Frédéric Dard fou enterrat al cementiri de Saint-Chef, a Isère, el poble on havia passat la infantesa.

## Biografia
El pare de Frédéric Dard, Francisque, era un treballador de la societat de Dietrich, però després s'aventura en una companyia de calefacció a Bourgoin-Jallieu. La seva mare, Joséphine-Anna Cadet, és filla de camperols. Frédéric Dard neix amb un braç atrofiat. Els seus pares, massa enfeinats amb la companyia familiar, deixen que sigui l'àvia qui se n'encarregui, d'ell. Frédéric sempre en guardà un record especial i molt de gust per la lectura.
El crac del 29 fa començar l'enfonsament de la companyia familiar, que poc després fa fallida. Finalment els embarguen tots els béns. La família emigra a Lió, i viuen en un petit apartament al bulevard dels Brotteaux. Frédéric segueix amb interès estudis comercials a l'escola La Martinière. Fou presentat el 1938 a Marcel E. Grancher, el fundador de les Éditions Lugdunum i del diari Le Mois à Lyon, pel seu oncle, que treballava com a mecànic en un garatge automobilístic que Grancher freqüentava. Contractat com a becari al principi, assumeix poc després un paper de secretari de redacció (funció que assumeix oficialment cap a l'estiu de 1940), i després d'agent publicitari. Quan ja esdevingué periodista, la professió que sempre l'havia atret, passà ràpidament a l'escriptura i publicà cap a finals d'octubre de 1940 el seu primer llibre, La Peuchère.
Es casà el novembre de 1942 amb Odette Damaisin, amb qui tingué dos fills: Patrice (1944) i Élizabeth (1948-2011). S'instal·là amba la família a Lió, al barri de la Croix-Rousse, on viu des del 1944 fins al 1949.
Escriu sobretot llibres infantils i novel·les populars per tal de mantenir la família, tot i que té també temps per trobar-se amb altres escriptors reunits a Lión. Amb molta influència per la novel·la negra americana (Faulkner, Steinbeck i sobretot Peter Cheyney) s'ajunta amb Georges Simenon, qui li escriu un prefaci per a la seva obra Au massacre mondain. Sota la direcció de Clément Jacquier, escriu novel·les amb uns primers pseudònims: Maxell Beeting, Verne Goody, Wel Norton, Cornel Milk...

## Obra
Oficialment escrigué 288 novel·les, vint obres de teatre i setze adaptacions cinematogràfiques. Frédéric Dard explica que trià el pseudònim San-Antonio amb un mapa del món, a l'atzar. El seu dit s'aturà a la ciutat de San Antonio (Texas). Va inserir en aquest nom un guió que no existia en el nom americà, però que seguia les regles de l'ortografia francesa tradicional (era normal escriure aleshores New-York, etc.). Cal destacar, tanmateix, que el guió va arribar progressivament al pseudònim, a mesura que anava publicant més novel·les: no n'hi havia a la primera obra de la sèrie, Réglez-lui son compte! (1949), i apareix i desapareix en el nom d'autor al llarg dels títols que publica a l'editorial Fleuve Noir, abans de ser definitiu a partir de 1958 amb la novel·la Du poulet au menu. D'aleshores ençà l'autor va mantenir la presència del guió entre les dues parts del pseudònim i no dubtava d'interpel·lar directament en les seves obres els lectors que no respectaven aquesta ortografia, així com desairava els lectors escurçant el nom i pronunciant-lo "Santonio" o "Santantonio", etc. L'única modificació que acceptava, i de la qual feia ús ell mateix, era l'abreviació de San-Antonio en Sana.
Obres de teatre
- 1950: La neige était sale de Georges Simenon, posada en escena de Raymond Rouleau, Théâtre de l'Œuvre.
- 1952: Tartampion de Frédéric Dard, Théâtre Fontaine.
- 1953: La Garce et l'ange, posada en escena de Michel de Ré, Théâtre du Grand Guignol.
- 1954: Les salauds vont en enfer, posada en escena de Robert Hossein, Théâtre du Grand-Guignol.
- 1954: L'Homme traqué de Francis Carco, posada en escena de Robert Hossein, Théâtre des Noctambules.
- 1954: Docteur Jekyll et Mister Hyde de L'estrany cas del Dr. Jekyll i Mr. Hyde de Robert Louis Stevenson, posada en escena de Robert Hossein, Théâtre du Grand-Guignol.
- 1965: Monsieur Carnaval, llibret de Frédéric Dard, música de Charles Aznavour i Mario Bua, posada en escena de Maurice Lehmann, Théâtre du Châtelet.
- 1968: La Dame de Chicago, posada en escena de Jacques Charon, Théâtre des Ambassadeurs.
- 1978: Le Cauchemar de Bella Manningham de Patrick Hamilton, posada en escena de Robert Hossein, Théâtre Marigny.
- 1986: Les Brumes de Manchester, posada en escena de Robert Hossein, Théâtre Marigny.